# DKW-Vemag Belcar
O Belcar é um automóvel que foi produzido no Brasil pela Vemag, sob licença da fábrica alemã DKW, entre 1958 e 1967. Foram produzidas 51 072 unidades. Era derivado do sedã DKW F94, e, em seu tempo, foi saudado por oferecer boa estabilidade, conforto interno e espaço para até seis passageiros, além de uma mecânica bastante robusta e apropriada às precárias estradas brasileiras.
Inicialmente era conhecido simplesmente como "Grande DKW-Vemag", recebendo a denominação de Belcar, de "beautiful car", apenas em 1961. Foi lançado em 1958, juntamente com a reestilização da "perua DKW-Vemag", alcançando ambos pouco mais de 50% de nacionalização em peso, na esteira das atividades do GEIA, o Grupo Executivo da Indústria Automobilística. Quando sua produção foi encerrada, tinha praticamente todos os seus componentes nacionalizados.

## Histórico
Em 1958 a Vemag lança o "Grande DKW-Vemag" e a "Perua DKW-Vemag", derivados do DKW F-94 alemão e produzidos sob licença da Auto Union. Ambos são equipados com um motor de 900 cm³. Em 1959, passa a ser equipado com o motor de 1000 cm³.
Além disso, foram retirados os frisos da tampa do portamalas e o párachoques e as calotas foram redesenhados.
É o primeiro automóvel a passar por um teste pela Revista Quatro Rodas.
Em 1964 as rodas passam a ter doze furos  de ventilação para os freios, que perduraria até o final da produção.
Em 1964, a segunda série de produção, denominada 1001, passou a ter portas com abertura no sentido tradicional, a favor da segurança, e as maçanetas foram redesenhadas.
Em 1965 foi lançada a série Rio, em homenagem aos quatrocentos anos de fundação da cidade do Rio de Janeiro. O Belcar e a Vemaguet passam a ser equipados com o Lubrimat, lançado meses antes juntamente com o Fissore.
Em 1967 o Belcar passa por modificações estéticas que lhe conferem quatro faróis e uma grade que os envolve de um lado ao outro. A instalação e os equipamentos elétricos passam a operar em 12V. Em setembro é lançada a série S, que recebe o motor S, do Fissore, e em dezembro sua produção é encerrada.

## Características técnicas

DKW-Vemag Belcar.

As características apresentadas correspondem ao Belcar 67, aproximadamente as mesmas para todas as unidades equipadas com o motor de 1000cc. Os modelos até 1966 tinham instalação e equipamentos elétricos em 6V. As características são idênticas, com exceção de dimensões e pesos e de desempenho, às características da Vemaguet. As informações de desempenho foram obtidas principalmente com os testes realizados pela Revista Quatro Rodas.

### Motor e transmissão
DKW-Vemag com ciclo de dois tempos, resfriado a água por termo-sifão (sem bomba de água), três cilindros em linha com 74mm de diâmetro e 76mm de curso, volume de 981 cm³ (1000cc), taxa de compressão de 7,1:1 a 7,3:1, potência de 50CV SAE a 4500rpm, torque de 8,5 kg.m a 2250rpm, com sistema Lubrimat para lubrificação automática.
Carburador descendente Brosol 40 CIB, com gicleur principal 132,5, gicleur de combustível de marcha lenta g-50, corretor de ar da marcha lenta 1,7, corretor de ar principal 110, gicleur de combustível do afogador 160, corretor de ar do afogador 3,5, venturi 32, emulsionador 46, agulha da bóia 1,5 e parafuso de ajuste da mistura da marcha aberto 3 a 4 meias voltas.
Umas das características desse motor, é possuir 7 peças móveis, sendo elas, 3 pistões, 3 bielas e 1 virabrequim e não possuir bomba d'água (utiliza sifão).
Caixa de câmbio com 4 marchas a frente, todas sincronizadas, uma a ré com roda livre desligável por cabo abaixo do painel.
Embreagem tipo monodisco a seco, com opcional de embreagem semi-automática Saxomat. Folga da embreagem na borboleta de ajuste de aproximadamente 4 mm, não aplicável para a embreagem semi-automática Saxomat.
O Belcar S e Vemaguet S (Última série de 1967) usavam o mesmo motor fornecido para o Fissore: ciclo de dois tempos, resfriado a água por termo-sifão (sem bomba de água), três cilindros em linha com 74mm de diâmetro e 76mm de curso, volume de 981 cm³ (1000cc), taxa de compressão de 8:1, potência (declarada) de 60CV SAE a 4500rpm, torque de 9 kg.m a 2500rpm, com sistema Lubrimat para lubrificação automática. Apesar da controvérsia sobre a real potência (e até sobre a real existência) do "motor S", O Belcar S testado pela Revista Quatro Rodas apresentou desempenho nitidamente superior ao normal.

### Chassis
Chassis construído em tubos de perfil retangular.
Suspensão dianteira com mola transversal com fitas de polietileno, acima, e braços de suspensão triangulares, abaixo;
Suspensão traseira em eixo flutuante da Auto Union.
Molas transversais com fitas de polietileno em conjunto com dois amortecedores telescópicos em ação dupla, uma na dianteira e outra na traseira.
Direção tipo pinhão e cremalheira, com barra em duas partes;
Relação da direção 19,2:1;
Diâmetro de viragem 11,5m.
Rodas 4½J x 15;
Pneus 560 x 15 com quatro lonas, com ombro de segurança, com pressões nos dianteiros: 19 a 21 psi, e traseiros: 19 a 24 psi.
Distância entre eixos: 2,45 m;
Bitola dianteira: 1,29 m;
Bitola traseira: 1,35 m.
Convergência (carregado): 0 a 2mm.
Freio hidráulico, efetivo nas quatro rodas, sendo Duplex nas rodas dianteiras e Simplex nas rodas traseiras. Freio de estacionamento sendo mecânico, efetivo nas rodas traseiras.
Diâmetros dos tambores de freio dianteiros e traseiros: 230mm;
Largura das lonas de freio dianteiros e traseiros: 50mm;
Superfície ativa do freio: 715 cm²;
Superfície ativa do freio de estacionamento: 339 cm².

### Lubrificantes
Óleo SAE 20, API Serviço MS-DG, para o motor; óleo SAE 40 ou 30, para o purificador de ar; óleo SAE 90 mineral puro, para a caixa de câmbio; graxa fluida para engrenagens, para a direção; graxa lubrificante multi uso, para o chassis, a articulação de tração e os rolamentos; graxa Bosch FT 1-V 4 ou outra graxa resistente ao calor, para o eixo excêntrico dos platinados.

### Instalação e equipamentos elétricos
- Bateria de 12V, 35Ah;
- Alternador de 12V, 30/35A;
- Motor de partida de 12V, 0,4CV;
- Ignição Auto Union por bateria, ordem de ignição 1-2-3, avanço de ignição automático por contrapeso centrífugo, dependente das rotações do motor;
- Folga dos platinados, 0,4mm;
- Velas (1) Bosch M-145 T1 ou M-175 T1, (2) Beru 175, (3) Champion K11 ou KI13, ou (4) NGK A7;
- Potência dos faróis, baixos 80W, altos 180W.

### Dimensões e pesos
Comprimento: 4,402m;
Largura: 1,695m;
Altura: 1,488m;
Altura livre do solo: 20,7 cm.
Peso vazio: 940 kg;
Carga útil: 410 kg.
Peso total admissível no eixo dianteiro: 620 kg;
Peso total admissível no eixo traseiro: 730 kg;
Peso total geral admissível: 1350 kg.
O tanque de combustível tem capacidade para aproximadamente 45 litros, incluindo cerca de 8 litros para reserva. O reservatório do Lubrimat tem capacidade para aproximadamente 3,5 litros. A caixa de câmbio tem capacidade para 2,5 litros, sendo 2,25 litros no reabastecimento. O sistema de arrefecimento tem capacidade para cerca de 8 litros de água.

### Desempenho
Belcar até 1a Série de 1967 (Motor 1000):
Velocidade máxima estimada: 120 a 125 km/h.
Aceleração de 0 a 80 km/h em 17,1s;
Aceleração de 0 a 100 km/h em 31,3s.
Belcar S (Última série de 1967 com motor 1000S de 60 HP):
Velocidade Máxima 128 km/h (melhor passagem a 133 km/h)
Aceleraçao de 0 a 100 km/h em 25,5s.

### Consumo
Consumo de combustível na cidade, média de 6,7 km/l;
Consumo na estrada, média de 8,5 km/l;
Consumo de 11,9 km/l a velocidade constante de 40 km/h em terceira marcha e de 12,9 km/l em quarta marcha;
Consumo de 13,3 km/l a velocidade constante de 60 km/h;
Consumo de 11,8 km/l a velocidade constante de 80 km/h;
Consumo de 9,5 km/l a velocidade constante de 100 km/h;
Consumo de 8,5 km/l a velocidade constante de 120 km/h.
Uma curiosidade muito grande, é que simplesmente rebaixando o cabeçote, o motor pode andar a mais de 130 km/h.